# مونت رويال (كيبك)
مونت رويال (بالإنجليزية: Mount Royal, Quebec)‏ هي مواقع تاريخية وطنية بكندا و بلدية محلية في كيبيك تقع في كندا في Urban agglomeration of Montreal. يقدر عدد سكانها بـ 19,503 نسمة ومساحتها 7.46 كم2 .

## أعلام
- بيلي غيلمور
- كولسن نورمان ميتشيل